# Yūna Shiraiwa
Yūna Shiraiwa (白岩 優奈 Shiraiwa Yūna?) (Kioto, 26 de noviembre de 2001), es una patinadora artística sobre hielo japonesa. Ganadora de la medalla de oro en el Grand Prix Júnior de Estados Unidos y el Grand Prix Júnior de España, ambos en 2015. Medallista de plata del Campeonato Júnior de Japón de 2015.

## Carrera
Comenzó a patinar en el año 2006 y es entrenada desde los seis años por Mie Hamada. Su primera aparición fue en el Campeonato Júnior de Japón de 2014, donde obtuvo el lugar 27 en el programa corto y no calificó al segmento libre. Debutó en el Grand Prix Júnior en la temporada 2015-2016, participó en la prueba de Colorado en Estados Unidos, donde con un quinto puesto en su programa corto y primero en el libre, se ubicó en primer lugar. Ganó el oro también en la prueba de Logroño en España, con un tercer lugar en su programa corto y primer lugar en el libre. Con sus resultados calificó a la Final del Grand Prix Júnior de 2015-2016, celebrado en Barcelona. Ganó la medalla de plata en el Campeonato Júnior de Japón de 2015. En la final del Grand Prix Júnior finalizó en quinto lugar. Su debut en nivel sénior fue en el Campeonato de Japón, donde terminó en el quinto lugar, fue además seleccionada para formar parte del equipo japonés para el Campeonato del Mundo Júnior.

### Programas
|           | Programa corto                                                                | Programa libre                                                        | Exhibición                                            |
| --------- | ----------------------------------------------------------------------------- | --------------------------------------------------------------------- | ----------------------------------------------------- |
| 2018-2019 | All Aboard Nightmare                                                          | Cuadros de una exposición de Modest Músorgski                         | Love Is Strange de Mickey & Sylvia                    |
| 2017-2018 | La fille aux cheveux de lin de Claude Debussy (coreografía de Jeffrey Buttle) | Pictures at an Exhibition de Modest Músorgski                         | If My Friends Could See Me Now de Christina Applegate |
| 2016–2017 | I Got Rhythm de George Gershwin (coreografía de Jeffrey Buttle)               | Notre-Dame de Paris de Riccardo Cocciante (coreografía de Cathy Reed) | Titanium de Madilyn Paige                             |
| 2015–2016 | Over the Rainbow de Harold Arlen (coreografía de Cathy Reed)                  | A Little Night Music de Stephen Sondheim (coreografía de Tom Dickson) | Defying Gravity de Idina Menzel                       |

### Resultados detallados
- Las mejores marcas personales aparecen en negrita.

| Temporada 2018-2019         | Temporada 2018-2019                             | Temporada 2018-2019 | Temporada 2018-2019 | Temporada 2018-2019 |
| Fecha                       | Evento                                          | Programa corto      | Programa libre      | Total               |
| --------------------------- | ----------------------------------------------- | ------------------- | ------------------- | ------------------- |
| 4-10 de marzo de 2019       | Campeonato Mundial Júnior de 2019               | 6 62.08             | 4 123.38            | 5 185.46            |
| 20–24 de diciembre de 2018  | Campeonato de Japón 2018-2019                   | 12 59.99            | 9 123.17            | 9 183.16            |
| 16–18 de noviembre de 2018  | Copa Rostelecom 2018                            | 5 60.35             | 4 120.58            | 5 180.93            |
| 2–4 de noviembre de 2018    | Grand Prix de Finlandia 2018                    | 2 63.77             | 5 127.69            | 4 191.46            |
| 12–16 de septiembre de 2018 | CS International Classic de Estados Unidos 2018 | 6 55.35             | 4 115.39            | 5 170.74            |
| 1–5 de agosto de 2018       | CS Abierto de Asia 2018                         | 4 54.47             | 1 118.54            | 2 173.01            |
| Temporada 2017-2018         |                                                 |                     |                     |                     |
| Fecha                       | Evento                                          | Programa corto      | Programa libre      | Total               |
| 16–18 de marzo de 2018      | Coupe du Printemps 2018                         | 3 65.67             | 3 116.12            | 3 181.79            |
| 21–24 de diciembre de 2017  | Campeonato de Japón de 2017                     | 8 63.33             | 7 128.36            | 9 191.69            |
| 17–19 de noviembre de 2017  | Internationaux de France 2017                   | 3 66.05             | 6 127.13            | 6 193.18            |
| 10–12 de noviembre de 2017  | Trofeo NHK 2017                                 | 8 57.34             | 8 114.60            | 8 171.94            |
| 6–8 de octubre de 2017      | Trofeo de Finlandia de 2017                     | 8 52.98             | 6 119.27            | 7 172.25            |
| 2–5 de agosto de 2017       | Trofeo de Asia de 2017                          | 2 62.03             | 2 102.33            | 2 164.36            |